# Lee Sun-kyun
Lee Sun-kyun (2 de marzo de 1975-Seúl, 27 de diciembre de 2023) fue un actor surcoreano, conocido por las series El príncipe del café, White Tower, Pasta (2010), Golden Time (2012) y  Mi señor (2018). A nivel internacional, fue conocido sobre todo por formar parte del elenco de la película Parásitos (2019).

## Biografía
Lee Sun-kyun nació en Seúl el 2 de marzo de 1975. Él asistió a la Universidad Nacional de Artes de Corea en 1994, y se graduó en el primer grupo de la Escuela de Teatro.
Se casó con la que había sido su novia durante siete años, la actriz Jeon Hye-jin el 23 de mayo de 2009. Sus hijos nacieron el 25 de noviembre de 2009, y el 9 de agosto de 2011.

### Acusaciones de uso de drogas
El 23 de octubre de 2023 la policía de Incheon acusó al actor de violar la Ley de Gestión de Narcóticos por haber consumido drogas en un establecimiento situado en Gangnam, cuya propietaria fue arrestada. La noticia tuvo enorme repercusión en medios de información y redes sociales. Lee había terminado de rodar la película Land of Happiness, pero se retiró de su siguiente proyecto, el largometraje No Way Out, que había comenzado ese mismo mes. Además, el actor presentó denuncia por amenazas e intento de extorsión contra otras personas involucradas en el caso. El 4 de noviembre Lee declaró a la policía en un interrogatorio que se prolongó por diecinueve horas, y admitió haber consumido drogas, pero alegó que lo había hecho sin saber que lo eran, engañado por el gerente del establecimiento. Sin embargo, las pruebas de consumo a las que fue sometido tanto el actor como otros imputados en la misma investigación dieron resultados negativos o no concluyentes, por lo que a finales de noviembre aquella se encontraba en una encrucijada a falta de otras pruebas.

### Muerte y repercusiones
En la mañana del 27 de diciembre del 2023, fue encontrado muerto dentro de un automóvil en un parque de Seúl, después de que su representante dijera a la policía que el actor se había ido de casa dejando lo que aparentemente era una nota de suicidio. Tras conocerse la noticia, y en señal de duelo, en el ámbito de la industria del cine y la televisión se cancelaron actos públicos, entrevistas y presentaciones.
El 13 de enero de 2024 un grupo de actores y trabajadores del mundo del espectáculo, entre los cuales se encontraba el director Bong Joon-ho, reclamó que se abriera una investigación sobre el modo en que se condujeron las investigaciones y se reflejó el caso en los medios de información, pues muy probablemente la presión y humillación a que fue sometido Lee (que no había sido ni imputado ni arrestado, sino solo investigado) pudieron contribuir a su suicidio. De ahí la petición de que se revisara el modo en que la policía, el gobierno y los medios de comunicación gestionaron el caso, «para intentar prevenir otras tragedias».

## Trayectoria
Lee hizo su debut como actor principal en el cortometraje de 2000 Psycho Drama. En 2001 debutó como Brad Majors en el escenario musical de The Rocky Horror Show y su debut televisivo en la comedia Lovers.
Después de iniciar su carrera en musicales, durante muchos años fue relegado a papeles menores y de reparto en televisión, sólo obteniendo el protagónico en series de un episodio Drama City de KBS y Best Theater de MBC. En este último trabajó nuevamente con la directora de televisión Lee Yoon-jung (con la cual había trabajado en Taereung National Village (2005) y volvieron a trabajar juntos en Triple (2009)), quien lo eligió para el elenco de su siguiente serie El príncipe del café en 2007.
Con su personaje de un brillante, pero rudo chef en Pasta exitosamente sacudió su imagen suave en la televisión, convirtiéndolo en un rentable protagonista romántico. En Petty Romance se reunió con su coestrella en My Sweet Seoul, Choi Kang-hee, seguida por la comedia de acción Officer of the Year  (también conocida como Arrest King).
Entre tanto, por sus interpretaciones en el cine, ganó el premio a Mejor Actor del Festival Internacional de Cine de Las Palmas de Gran Canaria por Paju.
En 2012, protagonizó dos bien recibidas películas, el thriller de misterio Helpless y la comedia romántica All About My Wife. Reuniéndose con el director de Pasta Kwon Seok-jang, interpretó a un doctor en Golden Time. Su tercera colaboración con Kwon fue en Miss Korea, una serie desarrollada en medio de la crisis IMF de 1990.
En 2014 protagonizo la comedia negra A Hard Day (2014). También continuó colaborando con Hong Sang-soo en las películas Night and Day (2008), Oki's Movie (2010), y Nobody's Daughter Haewon (2013).
En 2018 protagonizó la serie de gran éxito Mi señor, con el papel de Park Dong-hoon, un ingeniero de media edad que pasa por un momento difícil tanto en el trabajo como con su mujer.
En 2019 protagonizó la película de acción Jo Pil-ho: el despertar de la ira, donde da vida a un detective de policía corrupto, pero que acaba luchando contra una gran trama criminal. El 15 de diciembre de 2019 se unió al elenco principal de la serie Diary of a Prosecutor donde dio vida al fiscal Lee Sun-woong, quien trabaja en el Ministerio Público en su distrito local. También en 2019 tuvo un papel protagónico en la aclamada película por la crítica Parásitos como Park Dong-ik, el padre de la familia Park.
En 2021 protagonizó la miniserie en seis episodios Dr. Brain (Apple TV+, dirigida por Kim Ji-woon), con el papel de Se-won, un brillante neurólogo que tras una terrible tragedia familiar intenta desvelar el misterio que hay tras ella haciendo experimentos con los que accede a los recuerdos de personas recientemente fallecidas.
En 2022, Lee apareció en la película de drama político Kingmaker como estratega político.
En 2023 volvió a la televisión protagonizando Payback, una serie de suspenso en la que es el propietario de un fondo de inversiones que se encuentra luchando contra un poderoso cartel criminal. Sus últimos trabajos fueron dos películas, Project Silence y Land of Happiness. La primera se presentó en el Festival de Cannes en mayo de 2023, pero su estreno en sala se produjo en julio de 2024, un mes antes de la segunda.

## Filmografía

### Series de televisión
| Año     | Título                           | Papel                  | Canal     | Notas            | Ref.   |
| ------- | -------------------------------- | ---------------------- | --------- | ---------------- | ------ |
| 2002    | Lovers                           | Lee Sun-kyun           | MBC       |                  |        |
| 2003    | Thousand Years of Love           | Pil-ga                 | SBS       |                  |        |
| 2003    | Chakhan Dangshin Loveholic       |                        | MBC       | MBC Best Theater |        |
| 2003    | Dad Romeo, Mom Juliet            |                        | MBC       | MBC Best Theater |        |
| 2003    | 18-year-old Bride                |                        |           | Drama City       |        |
| 2004    | Semi-transparent                 | Dong-soo               |           | Drama City       |        |
| 2004    | Dr. Love                         |                        | KBS2      | Drama City       |        |
| 2005    | Love of a Spider Woman           |                        |           | Drama City       |        |
| 2005    | Innocent Love                    |                        |           | Drama City       |        |
| 2005    | Loveholic                        | Kim Tae-hyun           |           |                  |        |
| 2005    | Taereung National Village        | Lee Dong-kyung         | MBC       | MBC Best Theater |        |
| 2006    | Fugitive Lee Doo-yong            | Noh Cheol-ki           | KBS2      |                  |        |
| 2006    | Behind                           |                        | MBC       | MBC Best Theater |        |
| 2007    | White Tower                      | Choi Do-young          |           |                  |        |
| 2007    | The 1st Shop of Coffee Prince    | Choi Han-sung          |           |                  |        |
| 2008    | My Sweet Seoul                   | Kim Young-soo          | SBS       |                  |        |
| 2009    | Triple                           | Jo Hae-yoon            | MBC       |                  |        |
| 2010    | Pasta                            | Choi Hyun-wook         | MBC       |                  |        |
| 2010    | Our Slightly Risque Relationship | Ki Dong-chan           | KBS2      | Drama Special    |        |
| 2012    | Golden Time                      | Lee Min-woo            | MBC       |                  |        |
| 2013    | Miss Korea                       | Kim Hyung-joon         | MBC       |                  |        |
| 2016    | Listen to Love                   | Do Hyun-woo            | JTBC      |                  | [ 44 ] |
| 2016    | Don't Dare to Dream              | cita a ciegas de Na-ri | SBS       | Voz, ep. 15      |        |
| 2018    | Mi señor                         | Park Dong-hoon         | tvN       |                  | [ 45 ] |
| 2019-20 | Diary of a Prosecutor            | Lee Sun-woong          | JTBC      |                  | [ 46 ] |
| 2021    | Dr. Brain                        | Go Se-won              | Apple TV+ |                  | [ 47 ] |
| 2023    | Payback                          | Eun-yong               | SBS       |                  | [ 48 ] |

### Películas
| Año  | Título                       | Rol              | Notas                                            | Ref.                 |
| ---- | ---------------------------- | ---------------- | ------------------------------------------------ | -------------------- |
| 2000 | Psycho Drama                 | Park Dong-woo    | Cortometraje                                     |                      |
| 2002 | Make It Big                  | Woo Jung-chul    |                                                  |                      |
| 2002 | Surprise Party               | Kim Jung-woo     |                                                  |                      |
| 2002 | A Perfect Match              | Doctor           |                                                  |                      |
| 2002 | Boss X-File                  | Gangster         |                                                  |                      |
| 2003 | Goodbye Day                  |                  | Cortometraje                                     |                      |
| 2003 | Scent of Love                | Doctor Shin      |                                                  |                      |
| 2003 | Show Show Show               | Sang-chul        |                                                  | [ 49 ]               |
| 2003 | Survival Meeting Game        |                  | Cortometraje                                     |                      |
| 2004 | Hitchhiking                  | Man              | Cortometraje                                     |                      |
| 2004 | My Mother, the Mermaid       | Do-hyeon         |                                                  |                      |
| 2004 | Love, So Divine              |                  |                                                  |                      |
| 2004 | R-Point                      | Sargento Park    |                                                  |                      |
| 2005 | Curry and Rice Story         |                  | Cortometraje                                     |                      |
| 2005 | Erotic Chaos Boy             |                  |                                                  |                      |
| 2006 | The Customer Is Always Right | Lee Jang-gil     |                                                  |                      |
| 2006 | A Cruel Attendance           | Cheon Man-ho     |                                                  |                      |
| 2007 | Our Town                     | Jae-shin         |                                                  | [ 50 ]               |
| 2008 | Night and Day                | Yoon Kyeong-soo  |                                                  |                      |
| 2008 | Sa-kwa                       | Min-seok         |                                                  |                      |
| 2008 | Romantic Island              | Kang Jae-hyuk    |                                                  | [ 51 ]               |
| 2009 | Lost in the Mountains        | Myeong-woo       | Cortometraje del Jeonju Digital Project Visitors | [ 52 ]               |
| 2009 | Paju                         | Kim Joong-shik   |                                                  |                      |
| 2010 | Oki's Movie                  | Nam Jin-gu       |                                                  |                      |
| 2010 | Petty Romance                | Jeong Bae        |                                                  |                      |
| 2011 | Officer of the Year          | Jung Eui-chan    |                                                  |                      |
| 2012 | Helpless                     | Jang Mun-ho      |                                                  |                      |
| 2012 | All About My Wife            | Lee Doo-hyun     |                                                  |                      |
| 2013 | Nobody's Daughter Haewon     | Lee Seong-joon   |                                                  |                      |
| 2013 | Our Sunhi                    | Mun-su           |                                                  |                      |
| 2014 | A Hard Day                   | Ko Gun-su        |                                                  |                      |
| 2015 | The Advocate: A Missing Body | Byeon Ho-sung    |                                                  |                      |
| 2017 | The King's Case Note         | Yejong of Joseon |                                                  | [ 53 ]               |
| 2017 | Man of Will                  | Go Jong          | Participación especial                           |                      |
| 2017 | A Special Lady               | Im Sang-hoon     |                                                  | [ 54 ]               |
| 2018 | Take Point                   | Yoon Ji-eui      |                                                  | [ 55 ]               |
| 2019 | Jo Pil-ho: The Dawning Rage  | Jo Pil-ho        |                                                  | [ 56 ] [ 57 ]        |
| 2019 | Parásitos                    | Park Dong-ik     |                                                  | [ 58 ]               |
| 2022 | Kingmaker                    | Seo Chang-dae    |                                                  | [ 59 ] [ 60 ]        |
| 2023 | Romance asesino              | Jonathan Na      |                                                  | [ 61 ]               |
| 2023 | Project Silence              | Cha Jung-won     |                                                  | [ 42 ] [ 62 ]        |
| 2023 | Sleep                        | Hyun-su          |                                                  | [ 52 ] [ 63 ]        |
| 2024 | Land of Happiness            | Park Tae-ju      | Estreno póstumo                                  | [ 43 ] [ 64 ] [ 65 ] |

### Espectáculos de variedades
| Año  | Título                                            | Red | Notas                |
| ---- | ------------------------------------------------- | --- | -------------------- |
| 2007 | 윤도현의 러브레터                                 | KBS | (ep. 273) - invitado |
| 2007 | Happy Time, Come to Play (유재석 김원희의 놀러와) | MBC | (ep. 171) - invitado |
| 2013 | March: A Story of Friends                         | SBS | Miembro del reparto  |

### Musicales
| Año  | Título                | Personaje | Notas                              |
| ---- | --------------------- | --------- | ---------------------------------- |
| 2001 | The Rocky Horror Show | -         | junto a Oh Man-seok y Kang Ji-hwan |

### Revistas / sesiones fotográficas
| Año  | Título              | Notas                                        |
| ---- | ------------------- | -------------------------------------------- |
| 2017 | ELLE Korea Magazine | junto a Ha Jung-woo - (publicación de enero) |

## Premios y nominaciones
| Año  | Premios                                                      | Categoría                                           | Papel                            | Resultado | Ref.   |
| ---- | ------------------------------------------------------------ | --------------------------------------------------- | -------------------------------- | --------- | ------ |
| 2004 | KBS Drama Awards                                             | Mejor actor en drama en un acto/especial            | Dr. Love                         | Nominado  |        |
| 2007 | 43rd Baeksang Arts Awards                                    | Mejor actor revelación (TV)                         | White Tower                      | Nominado  |        |
| 2007 | MBC Drama Awards                                             | Premio Golden Acting Award, actor en miniserie      | White Tower                      | Ganador   | [ 67 ] |
| 2007 | MBC Drama Awards                                             | Premio a la excelencia, actor                       | Coffee Prince                    | Nominado  |        |
| 2008 | Korea Advertisers Association                                | Premio Good Model                                   | Lee Sun-kyun                     | Ganador   |        |
| 2010 | CETV Awards                                                  | Top 10 Asian Stars                                  | Pasta                            | Ganador   |        |
| 2010 | KBS Drama Awards                                             | Mejor actor en drama en un acto/especial            | Our Slightly Risque Relationship | Ganador   | [ 68 ] |
| 2010 | Festival Internacional de Cine de Las Palmas de Gran Canaria | Mejor actor                                         | Paju                             | Ganador   |        |
| 2010 | MBC Drama Awards                                             | Premio a la gran excelencia, actor                  | Pasta                            | Nominado  |        |
| 2010 | MBC Drama Awards                                             | Mejor pareja con Gong Hyo-jin                       | Pasta                            | Ganador   | [ 69 ] |
| 2012 | Herald DongA TV Lifestyle Awards                             | Mejor vestido                                       | Lee Sun-kyun                     | Ganador   | [ 70 ] |
| 2012 | MBC Drama Awards                                             | Premio a la gran excelencia, actor en miniserie     | Golden Time                      | Nominado  |        |
| 2014 | Blue Dragon Film Awards                                      | Mejor actor protagonista                            | A Hard Day                       | Nominado  |        |
| 2014 | 23rd Buil Film Awards                                        | Mejor actor                                         | A Hard Day                       | Nominado  |        |
| 2014 | MBC Drama Awards                                             | Premio a la excelencia, actor en miniserie          | Miss Korea                       | Nominado  |        |
| 2015 | Chunsa Film Art Awards                                       | Mejor actor                                         | A Hard Day                       | Nominado  |        |
| 2015 | 51st Baeksang Arts Awards                                    | Mejor actor (cine)                                  | A Hard Day                       | Ganador   | [ 71 ] |
| 2018 | APAN Star Awards                                             | Grand Premio (Daesang)                              | Mi señor                         | Nominado  | [ 72 ] |
| 2018 | The Seoul Awards                                             | Mejor actor (TV)                                    | Mi señor                         | Nominado  | [ 73 ] |
| 2019 | 55th Baeksang Arts Awards                                    | Mejor actor (TV)                                    | Mi señor                         | Nominado  | [ 74 ] |
| 2020 | 26th Screen Actors Guild Awards                              | Actuación sobresaliente del reparto en una película | Parásitos                        | Ganador   | [ 75 ] |
| 2020 | 25th Critics' Choice Awards                                  | Mejor actuación de conjunto                         | Parásitos                        | Nominado  | [ 76 ] |
| 2022 | 58th Baeksang Arts Awards                                    | Mejor actor (cine)                                  | Kingmaker                        | Nominado  | [ 77 ] |
| 2022 | 50th International Emmy Awards                               | Mejor actor                                         | Dr. Brain                        | Nominado  | [ 78 ] |